# 繡花雙電鰩
繡花雙電鰩（學名：Diplobatis pictus），又稱繡花雙電鱝，為軟骨魚綱電鰩目雙鰭電鰩科雙電鰩屬的一種，被IUCN列為易危保育類動物，分布於西大西洋委內瑞拉、圭亞那、巴西海域，深度可達91公尺，本魚背部淺棕色，有一系列深棕色斑點和白色和棕色斑點，胸鰭和腹鰭的外緣有不規則的圓形深棕色斑點，腹面白色，體長可達13.7公分，棲息在大陸棚沙泥底質海域，為底棲性魚類，屬肉食性，體內的發電器官，可能用來防禦或捕食，生活習性不明。